# Новоспасское (Пугачёвский район)
Новоспасское — село в Пугачёвском районе Саратовской области, в составе сельского поселения Рахмановское муниципальное образование.
Население - 50 (2010)

## История
Казённая деревня Новоспасское упоминается в Списке населённых мест Российской империи по сведениям за 1859 год. Деревня относилась к Николаевскому уезду Самарской губернии. В деревне проживали 180 мужчин и 263 женщины. Согласно Списку населённых мест Самарской губернии по сведениям за 1889 год село Новоспасское относилось к Рахмановской волости Николаевского уезда Самарской губернии. В селе проживало 892 жителя. Земельный надел составлял 4213 десятин удобной и 522 десятины неудобной земли, имелись церковь и 4 ветряные мельницы. Согласно переписи 1897 года в селе проживало 776 человек, в т.ч. православных - 767
Согласно Списку населённых мест Самарской губернии 1910 года село населяли бывшие государственные крестьяне, русские, православные, 456 мужчин и 467 женщин, в селе имелись церковь, церковно-приходская школа, 3 ветряные и 1 водяная мельницы.

## Физико-географическая характеристика
Село находится в Заволжье, на левом берегу реки Камелик. На юго-западе граничит с селом Рахмановка, на противоположном берегу реки Камелик расположено село Большая Тарасовка Перелюбского района. Высота центра населённого пункта - 38 метров над уровнем моря. Рельеф местности равнинный. Почвы: в пойме Камелика - пойменные нейтральные и слабокислые, выше по склону - чернозёмы солонцеватые.
Село расположено в 44 км по прямой в восточном направлении от районного центра города Пугачёв. По автомобильным дорогам расстояние до районного центра составляет 56 км, до областного центра города Саратов - 290 км, до Самары - 240 км.
Часовой пояс
Новоспасское, как и вся Саратовская область, находится в часовой зоне МСК+1. Смещение применяемого времени относительно UTC составляет +4:00.

## Население
Динамика численности населения по годам:
| Годы      | 1859 | 1889 | 1897 | 1910 | 2002 |
| --------- | ---- | ---- | ---- | ---- | ---- |
| Население | 443  | 892  | 776  | 923  | 75   |

| 2010 |
| ---- |
| 50   |

Национальный состав
Согласно результатам переписи 2002 года русские составляли 79 % населения села.